# 呂馬童
呂馬童（？—前170年），汉朝軍官，與項羽是舊識，項羽在垓下之戰敗退時見到他在漢軍麾下，為了做人情給他領賞而自殺。但王翳、楊喜、楊武、呂勝等將領為了爭功把項羽分屍，呂馬童也搶到了項羽的屍塊，因而受封為中水侯，食邑一千五百户。在位三十年而薨，谥号莊，因避諱劉莊，改稱嚴。

## 生平
早年不详，汉王元年，在好畤（今陕西永寿县西南好畤河村）加入刘邦陣營，成為騎兵軍官，封郎中。以司马的身份，参与了攻打龍且之戰。

### 垓下之战
项羽兵败至乌江。项羽看见漢騎兵司馬吕马童，说：“这不是我的老朋友麼？”吕马童看了項羽，指著項羽，向王翳说，“这就是项羽。”項羽對呂馬童說：「聽說漢王劉邦用千金的價格、萬戶侯的地位懸賞我的人頭，我就為你做件好事！」於是項羽自剄而死。
項羽一死，漢軍將士爭奪項羽的屍體互相杀戮的有数十人，最後王翳爭得項羽的頭，呂馬童與郎中騎將楊喜、郎中呂勝、楊武各自得到項羽的肢體，因此劉邦把原定封地分成五份，封呂馬童為「中水侯」，王翳為「杜衍侯」，楊喜為「赤泉侯」，楊武為「吳房侯」，呂勝為「涅陽侯」。

## 家庭
- 吕假，夷侯
  - 吕青肩，共侯